# Mark Spitz
Mark Andrew Spitz (Modesto, Kalifornija, 10. veljače 1950.), američki plivač.
Rođen od oca Američkog Židova i majke Portorikanke, slavni je američki plivački olimpijac, deveterostruki Olimpijski pobjednik i plivač koji je 23 puta postavljao svjetske rekorde u sprinterskim disciplinama slobodnim i delfinovim stilom. On je, do pojave sunarodnjaka, također plivača Michaela Phelpsa i njegovih osam zlatnih medalja s Olimpijskih igara u Pekingu 2008., držao rekord u broju zlatnih medalja osvojenih na jednim Olimpijskim igrama – sedam, a osvojio ih je na Olimpijskim igrama u Münchenu, 1972 godine. 
Posljednju, sedmu, zlatnu medalju (u štafeti 4 × 100 m mješovito) osvojio je 4. rujna 1972., dan prije upada palestinskih terorista u Olimpijsko selo u Münchenu i početka najveće olimpijske tragedije.

## Sportski uspjesi
Svoj veliki talent ovaj je plivački fenomen pokazao još puno ranije, te se je spremao da već na Olimpijskim igrama u Ciudad Mexicu, 1968 godine zablista punim sjajem, osvoji pregršt zlatnih medalja i nadmaši svog sunarodnjaka i uzora, također plivačkog velikana Don Schollandera koji je, na Igrama u Tokiju četiri godine ranije, osvojio četiri zlatne medalje. Planirao je osvojiti pet zlatnih medalja, ali nije uspio. Osvojio je "samo" dva zlata, i to u štafetama 4 × 100 m slobodno i 4 × 200 m slobodno. Tome je dodao srebro na 100 m delfin i broncu na 100 m slobodno, dok je u finalu utrke na 200 m delfin totalno podbacio, stigavši na cilj posljednji – osmi.
Vrlo razočaran neuspjehom Spitz nije posustao, zarekao se na osvetu, i – uspio je.
1972. godine, na Igrama u Münchenu, Mark Spitz je postigao podvig koji je, do Phelpsovih osam zlatnih olimpijskih medalja iz Pekinga 2008., predstavljao najveće dostignuće koje je na jednim Olimpijskim igrama ostvario neki sportaš. Osvojio je sedam zlatnih olimpijskih medalja, podvig koji prije toga nikome nije uspio. K tome je u svakoj finalnoj utrci zlatnoj medalji pridodao i svjetski rekord. Sedam zlatnih medalja – sedam svjetskih rekorda, podvig je koji, mislilo se, nitko nikada neće ponoviti, ali ipak je to 36 godina kasnije uspjelo Michaelu Phelpsu koji je u Pekingu 2008., s osam zlatnih medalja, nadmašio Spitza. Međutim, i štoviše, Spitz je, kao istinski sportaš, 17. kolovoza 2008., na dan kada je Michael Phelps u pekinškom Olimpijskom bazenu osvojio osmu zlatnu olimpijsku medalju i detronizirao ga, iz Detroita, gdje se u tom času nalazio okružen novinarima, iskreno čestitao Phelpsu i poručio mu da on (Phelps) za njega nije najveći plivač, nego – najveći sportaš svih vremena. Veliki sportaš ostao je i veliki čovjek! 
Još tijekom trajanja plivačkih natjecanja na Igrama u Münchenu,  Mark Spitz je nagovjestio da će posljednja finalna utrka biti i njegova posljednja utrka u karijeri. Tako je i bilo. Povukao se iz plivanja s 22 i pol godine! Vrlo rano, prerano, ali ipak – na vrhuncu slave otišao je u olimpijsku povijest i svrstao se među olimpijske besmrtnike.
Tim više čudi njegov pokušaj-harlekinstvo da se kvalificira za američki plivački tim za Olimpijske igre u Barceloni, 1992 godine. Imao je tada 42 i pol godine! Naravno, nije uspio, osim što je ponovo skrenuo na sebe pažnju i podsjetio na svoje legendarne uspjehe, pa je činjenica da je tek ovim "nestašlukom", sada konačno i zauvijek, prestala najsjajnija plivačka karijera 20. stoljeća i, uopće, jedna od najvećih sportskih i olimpijskih karijera u povijesti.
Nedugo nakon svog trijumfa u Münchenu 1972. godine, a zbog svog izrazito privlačnog izgleda, okušao se s promjenjivim uspjehom kao maneken, te s minornim uspjehom kao filmski i televizijski glumac. Očito je da se kudikamo bolje snalazio u bazenu nego pred kamerama.
Mark Spitz danas živi u Kaliforniji, sa suprugom Suzy i sinovima Matthewom (1981.) i Justinom (1991.).

## Zanimljivost
Na Igrama u Münchenu, na (još) jednom proglašenju, neposredno pošto mu je zlatna medalja obješena oko vrata, a on stajao bosonog na najvišoj stepenici postolja, i dok je još službeni spiker govorio o njemu, Spitz je, slavodobitno i nesvjesno, podigao desnu ruku u vis. U ruci je držao svoje tenisice marke "Adidas". 
Spretni marketinški stručnjaci te renomirane tvrtke odmah su uočili šansu za veliku i besplatnu reklamu, te su proturili glasine da Spitz reklamira tu tvrtku "na mala vrata". Smjesta su se uzbunili konzervativni, rigidnim amaterizmom zadojeni, krugovi unutar MOO-a, na čelu sa samim predsjednikom MOO-a, Amerikancem Averyjem Brundageom. Eskalirao je prilično ozbiljan skandal, čak do te mjere da se počelo kalkulirati i o Spitzovoj diskvalifikaciji i oduzimanju dotad osvojenih (zlatnih) medalja, a zbog kršenja amaterskih principa, tj. reklamiranja, pa time i pretpostavljenog zarađivanja novca, što je tada po olimpijskim kodeksima bio "smrtni grijeh".
Srećom, prevladao je razum, Spitz se je čak i ispričao (!), strasti su se stišale, i on je mogao nastaviti i dovršiti svoj pobjednički niz. 
Na kraju je, naravno, od svega najveću korist izvukao "Adidas", ali je malo trebalo da Olimpijske igre, uopće, ostanu bez jednog od najvećih junaka u svojoj povijesti.

## Karijera
1968. – OI, 2 zlatne medalje (štafete 4 × 100 m slobodno i 4 × 200 m slobodno), 1 srebrna medalja (100 m delfin) i 1 brončana medalja (100 m slobodno)
1972. – OI, 7 zlatnih medalja (100 m slobodno, 200 m slobodno, 100 m delfin, 200 m delfin; i štafete: 4 × 100 m slobodno, 4 × 200 m slobodno i 4 × 100 m mješovito)
(Mark Spitz nema nijedan naslov svjetskog prvaka, jer je prvo svjetsko prvenstvo u plivanju održano 1973. godine, u Beogradu, SFRJ, nakon završetka njegove blistave karijere).

## Osobni rekordi
100 m slobodno: 51,22 sec (1972., tada svjetski rekord)
200 m slobodno: 1:52,78 sec ( 1972., tada svjetski rekord)
100 m delfin: 54,27 sec ( 1972., tada svjetski rekord)
200 m delfin: 2:00,70 sec (1972., tada svjetski rekord)
štafete:
4 × 100 m slobodno: 3:26,42 sec (1972., tada svjetski rekord)
4 × 200 m slobodno: 7:35,78 sec (1972., tada svjetski rekord)
4 × 100 m mješovito: 3:48,16 sec (1972., tada svjetski rekord)